# NGC 3910
NGC 3910 је елиптична галаксија у сазвежђу Лав која се налази на NGC листи објеката дубоког неба.
Деклинација објекта је + 21° 20' 2" а ректасцензија 11h 49m 59,3s. Привидна величина (магнитуда) објекта NGC 3910 износи 13,1 а фотографска магнитуда 14,1. NGC 3910 је још познат и под ознакама UGC 6800, MCG 4-28-58, CGCG 127-63, PGC 36971.